# Spolas molokaiensis
Spolas molokaiensis là một loài tò vò trong họ Ichneumonidae.